# Raión de Volodymyrets
Volodymyrets (en ucraniano: Володимирецький район)  fue un raión o distrito de Ucrania en el óblast de Rivne. En la reforma territorial de 2020, su territorio fue incluido en el raión de Varash.
Comprendía una superficie de 1940 km².
La capital era el asentamiento de tipo urbano de Volodýmyrets.

## Demografía
Según estimación 2010 contaba con una población total de 61100 habitantes.

## Subdivisiones
Antes de la reforma territorial de 2014-2020, el raión comprendía 67 localidades, agrupadas en 32 ayuntamientos. Aunque la ciudad de Varash se ubicaba en el raión, esta localidad no estaba bajo su jurisdicción, sino que formaba por sí sola una ciudad de importancia regional. De las 67 localidades, dos formaban por sí solas ayuntamientos urbanos: los asentamientos de tipo urbano de Volodýmyrets (la capital) y Rafálivka. Los restantes 65 pueblos se agrupaban en los siguientes 30 consejos rurales:
- Antónivka (con la pedanía Chakva)
- Balajóvychi (con las pedanías Mayúnychi y Óstriv)
- Beréstivka (con la pedanía Ostrivtsí)
- Bile (con las pedanías Mali Telkovychi y Novosilky)
- Bilska Volia (con las pedanías Berezyná, Kruhle y Rudka)
- Velyki Zholudsk (con las pedanías Malí Zholudsk, Mostyshche y Chucheve)
- Velyki Telkovychi (con la pedanía Byshliak)
- Velyki Tseptsévychi (con la pedanía Netreba)
- Voronký (con la pedanía Lukó)
- Horodets (con las pedanías Vélyjiv y Svaryni)
- Dovhovolia
- Zhovkyni
- Zábolotia
- Kanónychi (con la pedanía Dubivka)
- Kidrý
- Krasnosilia (con las pedanías Zelene y Lypne)
- Lozky (con las pedanías Kosmaký y Sujovolia)
- Liubajý (con la pedanía Chudlia)
- Múlchytsi (con las pedanías Zhuravlyne, Krymne y Urichchia)
- Novaký
- Ozertsí (con la pedanía Horodok)
- Ózero
- Polytsi (con las pedanías Vereteno, Ivanchí y Sóshnyky)
- Polovli (con la pedanía Zelenytsia)
- Rómeiky
- Sobishchytsi
- Sopáchiv (con las pedanías Dibrova y Shchókiv)
- Stara Rafálivka (con la pedanía Babka)
- Stepanhórod
- Jýnochi (con la pedanía Radyzheve)

Luego de la reforma territorial de 2014-2020, las localidades pasaron a formar parte de seis nuevos municipios del raión de Varash: la ciudad de Varash, los asentamientos de tipo urbano de Volodýmyrets y Rafálivka y los municipios rurales de Antónivka, Kanónychi y Polytsi. Como excepción, los tres pueblos del consejo rural de Horodets pasaron a ser pedanías de la ciudad de Sarny, en el vecino raión de Sarny.

## Otros datos
El código KOATUU es 5620800000. El código postal 34300 y el prefijo telefónico +380 3634.